# دیمین پلسیس
دیمین پلسیس (انگلیسی: Damien Plessis؛ زادهٔ ۵ مارس ۱۹۸۸) بازیکن فوتبال اهل فرانسه است.
از باشگاه‌هایی که در آن بازی کرده‌است می‌توان به باشگاه فوتبال پاناتینایکوس، باشگاه فوتبال دونکستر راورز، باشگاه فوتبال لیورپول، باشگاه ورزشی ماریتیمو، تیم ملی فوتبال زیر ۱۷ سال فرانسه، تیم ملی فوتبال زیر ۱۹ سال فرانسه، تیم ملی فوتبال زیر ۲۰ سال فرانسه، تیم ملی فوتبال زیر ۲۱ سال فرانسه، و باشگاه فوتبال المپیک لیون اشاره کرد.
وی همچنین در تیم‌های ملی فوتبال زیر ۱۷، ۱۸، ۱۹، ۲۰ و ۲۱ سال فرانسه بازی کرده‌است.